# Вилхелм II фон Монфор-Брегенц
Вилхелм II (III) фон Монфор-Брегенц (на немски: Wilhelm II (III), Graf von Montfort; * пр. 1348; † 16 юни 1373/14 юни 1374) е граф на Монфор-Брегенц. Той е от влиятелния и богат швабски род Монфор/Монтфорт, странична линия на пфалцграфовете на Тюбинген.

## Произход
Вилхелм II е големият син на граф Вилхелм I фон Монфор-Брегенц „Богатия“ († 1348/1350) и третата му съпруга Кунигунда фон Раполтщайн († сл. 1315), дъщеря на Хайнрих III фон Раполтщайн († 1312/1313) и Сузана фон Геролдсек († 1308). Брат е на Хайнрих III (IV) фон Монфор-Тетнанг († 1408), Улрих фон Монфор († сл. 1353), капитулар в Кур, Мехтхилд фон Монфор-Тетнанг († 1344), омъжена за граф Албрехт II фон Верденберг-Хайлигенберг († 1371/1373), и Анна фон Монфор-Тетнанг, омъжена пр. 13 юни 1336 г. за херцог Фридрих II фон Тек († 1342).
Родът изчезва през 1787 г.

## Фамилия
Първи брак: с жена с неизвестно име и има децата:
- Конрад фон Монфор-Брегенц († 20 декември 1387), женен за Агнес фон Монфор-Тостерс († сл. 30 март 1394)
- Вилхелм III фон Монфор-Брегенц († 19 октомври 1368, Виена), женен пр. 9 февруари 1367 г. за доведената си сестра Урсула фон Хоенберг († сл. 1380), дъщеря на мащехата му Урсула фон Пфирт
- дъщеря († сл. 1354), омъжена за Хайнрих фон Ротенбург

Втори брак: през 1354 г. с графиня Урсула фон Пфирт († пр. 5/9 февруари 1367/сл. 5 май 1367), вдовица на граф Хуго фон Хоенберг († 26 май 1354), дъщеря на граф Улрих III фон Пфирт († 1324) и Йохана/Жана Бургундска от Дом Шалон († 1349). Те имат един син:
- Хуго XII/фон Монфор фон Монфор-Брегенц и Пфаненберг (* ок. 1357; † 4 април 1423), минезенгер, женен пр. 16 юни 1373 г. за Маргарета фон Пфанберг († 1396), дъщеря на третата съпруга на баща му.

Трети брак: пр. 16 юни 1373 г. с Маргарета фон Шаунберг († сл. 1380), вдовица на граф Йохан фон Пфанберг († пр. 25 ноември 1362), дъщеря на граф Рудолф фон Шаунберг († 1347/1348). Бракът е бездетен.